# Unione Sportiva Fascista Salernitana 1929-1930
Questa pagina raccoglie i dati riguardanti la Unione Sportiva Fascista Salernitana nelle competizioni ufficiali della stagione 1929-1930.

## Stagione

Mario Adinolfi, capocannoniere della Salernitana 1929-30 con 14 reti. Ha giocato a Salerno dal 1923-24 fino al 1930-31

Per la prima volta nella storia del calcio italiano, si assiste a una Serie A e una Serie B a gironi unici e a una Prima Divisione che assume un aspetto molto simile a quello che poi sarà l'attuale terzo livello del calcio nazionale: composto da quattro gironi di 15 squadre suddivise per ordine territoriale, alla prima classificata per ciascuno dei quattro gironi spetta la promozione diretta in B.
La Salernitana 1929-1930 è presieduta da Luigi Conforti fino al maggio del 1930 dove ritornerà Pasquale Pinto, mentre l'ungherese Géza Kertész ne è l'allenatore. La dirigenza decide di riportare i colori bianco-celesti a strisce verticali sulle maglie di gioco, sostituendo il granata, colore che ritornerà solo nel 1943.
Gli uomini guidati da Kertesz adottano un gioco molto offensivo, arrivando a segnare più di 50 reti in campionato, con l'attaccante Mario Adinolfi che sarà il miglior marcatore per i biancocelesti, andando a segno per ben 14 volte, nuovo record per i campani: nessuno fino ad allora era arrivato alla doppia cifra con la casacca della Salernitana, squadra che per la stagione 1929-30 raggiunge un tranquillo settimo posto.

## Divise
La Salernitana dal 1929 al 1943 adotterà nuovamente come colore sociale il bianco-celeste, ma in alcune gare giocherà con la maglia interamente celeste.
| Manica sinistra · Manica sinistra · Maglietta · Maglietta · Manica destra · Manica destra · Pantaloncini · Calzettoni | Manica sinistra · Maglietta · Manica destra · Pantaloncini · Calzettoni |

## Organigramma societario
Fonte
Area direttiva
- Presidente: Luigi Conforti, dal 05/1930 Pasquale Pinto
- Segretario: Cosimo Vestuti

Area tecnica
- Allenatore: Géza Kertész

Area sanitaria
- Massaggiatore: Guglielmo Borsa

## Rosa
Fonte
| N. |                   | Ruolo | Calciatore       |
| -- | ----------------- | ----- | ---------------- |
|    | Italia (bandiera) | P     | Alfonso Amendola |
|    | Italia (bandiera) | P     | Remo Gabardi     |
|    | Italia (bandiera) | P     | Franco Lipizer   |
|    | Italia (bandiera) | P     | Menditti         |
|    | Italia (bandiera) | P     | B. Pastorino     |
|    | Italia (bandiera) | D     | Giovanni Allocca |
|    | Italia (bandiera) | D     | Matteo Apicella  |
|    | Italia (bandiera) | D     | Armando Bertagni |
|    | Italia (bandiera) | D     | Gennari          |
|    | Italia (bandiera) | D     | Umberto Maccagni |
|    | Italia (bandiera) | D     | Mario Manzo      |
|    | Italia (bandiera) | D     | Pasquale Marino  |
|    | Italia (bandiera) | D     | Mario Novella    |
|    | Italia (bandiera) | D     | Serena           |
|    | Italia (bandiera) | D     | Renzo Vandelli   |
|    | Italia (bandiera) | C     | Silvio Brioschi  |
|    | Italia (bandiera) | C     | Livio Cardea     |

| N. |                   | Ruolo | Calciatore        |
| -- | ----------------- | ----- | ----------------- |
|    | Italia (bandiera) | C     | Luigi Codari      |
|    | Italia (bandiera) | C     | Nicolò Giacchetti |
|    | Italia (bandiera) | C     | Enzo Lucotti      |
|    | Italia (bandiera) | C     | Ignazio Mandelli  |
|    | Italia (bandiera) | A     | Mario Adinolfi    |
|    | Italia (bandiera) | A     | Umberto Augusta   |
|    | Italia (bandiera) | A     | Giuseppe Barone   |
|    | Italia (bandiera) | A     | Alfonso Carella   |
|    | Italia (bandiera) | A     | Gastone Cazzaniga |
|    | Italia (bandiera) | A     | Giuseppe Crespi   |
|    | Italia (bandiera) | A     | Vittorio Florio   |
|    | Italia (bandiera) | A     | Locarno           |
|    | Italia (bandiera) | A     | Oscar Manzo       |
|    | Italia (bandiera) | A     | Giovanni Pilato   |
|    | Italia (bandiera) | A     | Attilio Sudati    |
|    | Italia (bandiera) | A     | Alfredo Terno     |

## Risultati

### Prima Divisione

#### Girone di andata
| Messina 6 ottobre 1929 1ª giornata                                                                                   | Messina   | 7 – 1 referto | Salernitana | Stadio Enzo Geraci |
| \| \| \| \| \| Sassetti 6’ Corallo 33’, 68’, 87’ Massi 52’ Arbizzi 70’ Misefari 49’ \| Marcatori \| 16’ Cazzaniga \| |           |               |             |                    |
| |           |               |             |                    |
| Sassetti 6’ Corallo 33’, 68’, 87’ Massi 52’ Arbizzi 70’ Misefari 49’                                                 | Marcatori | 16’ Cazzaniga |             |                    |

| Salerno 13 ottobre 1929 2ª giornata | Salernitana | 0 – 0 referto | Cagliari | Campo di Piazza d'Armi |

| Foggia 20 ottobre 1929 3ª giornata                                                        | Foggia    | 3 – 1 referto        | Salernitana | Stadio Littorio |
| \| \| \| \| \| Marchionneschi 76’, 85’ Vecchi 81’ \| Marcatori \| 16’ (rig.) Cazzaniga \| |           |                      |             |                 |
|                                                                                           |           |                      |             |                 |
| Marchionneschi 76’, 85’ Vecchi 81’                                                        | Marcatori | 16’ (rig.) Cazzaniga |             |                 |

| Salerno 27 ottobre 1929 4ª giornata                                                          | Salernitana | 3 – 2 referto                 | Foligno | Campo di Piazza d'Armi |
| \| \| \| \| \| Adinolfi 20’ Florio 41’, 48’ \| Marcatori \| 53’ (aut.) Vandelli 90’ Zanni \| |             |                               |         |                        |
|                                                                                              |             |                               |         |                        |
| Adinolfi 20’ Florio 41’, 48’                                                                 | Marcatori   | 53’ (aut.) Vandelli 90’ Zanni |         |                        |

| Castellammare di Stabia 3 novembre 1929 5ª giornata                 | Stabia    | 1 – 3 referto           | Salernitana |  |
| \| \| \| \| \| Costa 53’ \| Marcatori \| 3’, 55’ Florio 5’ Terno \| |           |                         |             |  |
|                                                                     |           |                         |             |  |
| Costa 53’                                                           | Marcatori | 3’, 55’ Florio 5’ Terno |             |  |

| Salerno 1º dicembre 1929 6ª giornata                                                        | Salernitana | 3 – 2 Recupero referto | Tommaso Gargallo | Campo di Piazza d'Armi |
| \| \| \| \| \| Cazzaniga 29’ Adinolfi 31’ Terno 65’ \| Marcatori \| 16’ Gemma 50’ Macchi \| |             |                        |                  |                        |
|                                                                                             |             |                        |                  |                        |
| Cazzaniga 29’ Adinolfi 31’ Terno 65’                                                        | Marcatori   | 16’ Gemma 50’ Macchi   |                  |                        |

| Acquaviva delle Fonti 17 novembre 1929 7ª giornata | Acquavivese | 0 – 0 referto | Salernitana |  |

| Salerno 24 novembre 1929 8ª giornata                              | Salernitana | 2 – 2 referto   | Virtus Lanciano | Campo di Piazza d'Armi |
| \| \| \| \| \| ??? ??’ ??? ??’ \| Marcatori \| ??’ ??? ??’ ??? \| |             |                 |                 |                        |
|                                                                   |             |                 |                 |                        |
| ??? ??’ ??? ??’                                                   | Marcatori   | ??’ ??? ??’ ??? |                 |                        |

| Salerno 8 dicembre 1929 9ª giornata                              | Salernitana | 2 – 1 referto | Palermo | Campo di Piazza d'Armi |
| \| \| \| \| \| Terno 4’ Adinolfi 65’ \| Marcatori \| 40’ Masi \| |             |               |         |                        |
|                                                                  |             |               |         |                        |
| Terno 4’ Adinolfi 65’                                            | Marcatori   | 40’ Masi      |         |                        |

| Macerata 12 dicembre 1929 10ª giornata                            | Macerata  | 4 – 0 referto | Salernitana |  |
| \| \| \| \| \| ??? ??’ ??? ??’ ??? ??’ ??? ??’ \| Marcatori \| \| |           |               |             |  |
|                                                                   |           |               |             |  |
| ??? ??’ ??? ??’ ??? ??’ ??? ??’                                   | Marcatori |               |             |  |

| Terni 15 dicembre 1929 11ª giornata                                                 | Terni     | 3 – 1 referto | Salernitana | Stadio Viale Brin |
| \| \| \| \| \| Bussich 25’ Godigna 35’ Cabiati I 80’ \| Marcatori \| 55’ Novella \| |           |               |             |                   |
|                                                                                     |           |               |             |                   |
| Bussich 25’ Godigna 35’ Cabiati I 80’                                               | Marcatori | 55’ Novella   |             |                   |

| Salerno 22 dicembre 1929 12ª giornata                                              | Salernitana | 3 – 1 referto    | Vomero | Campo di Piazza d'Armi |
| \| \| \| \| \| Adinolfi 25’ Cazzaniga 31’, 51’ \| Marcatori \| 86’ Parascandolo \| |             |                  |        |                        |
|                                                                                    |             |                  |        |                        |
| Adinolfi 25’ Cazzaniga 31’, 51’                                                    | Marcatori   | 86’ Parascandolo |        |                        |

| Taranto 19 gennaio 1930 13ª giornata                                                      | Taranto   | 4 – 1 referto | Salernitana | Stadio Littorio |
| \| \| \| \| \| Valenti 13’ Montaldo 60’, 86’ Carenza 80’ \| Marcatori \| 90’ Cazzaniga \| |           |               |             |                 |
|                                                                                           |           |               |             |                 |
| Valenti 13’ Montaldo 60’, 86’ Carenza 80’                                                 | Marcatori | 90’ Cazzaniga |             |                 |

| Salerno 16 gennaio 1930 14ª giornata                                                               | Salernitana | 2 – 3 referto                          | Nocerina | Campo di Piazza d'Armi |
| \| \| \| \| \| Adinolfi 17’ Bertagni 65’ \| Marcatori \| 37’ Colombetti 54’ Serena 75’ Accarino \| |             |                                        |          |                        |
| |             |                                        |          |                        |
| Adinolfi 17’ Bertagni 65’                                                                          | Marcatori   | 37’ Colombetti 54’ Serena 75’ Accarino |          |                        |

#### Girone di ritorno
| Salerno 2 febbraio 1930 15ª giornata                      | Salernitana | 1 – 1 referto | Messina | Campo di Piazza d'Armi |
| \| \| \| \| \| Sudati 20’ \| Marcatori \| 32’ Arbrizzi \| |             |               |         |                        |
|                                                           |             |               |         |                        |
| Sudati 20’                                                | Marcatori   | 32’ Arbrizzi  |         |                        |

| Cagliari 16 febbraio 1930 16ª giornata                            | Cagliari  | 3 – 0 referto | Salernitana |  |
| \| \| \| \| \| Fadda 23’, 81’ Archibusacci 32’ \| Marcatori \| \| |           |               |             |  |
|                                                                   |           |               |             |  |
| Fadda 23’, 81’ Archibusacci 32’                                   | Marcatori |               |             |  |

| Salerno 23 febbraio 1930 17ª giornata                                                                          | Salernitana | 3 – 2 referto                    | Foggia | Campo di Piazza d'Armi |
| \| \| \| \| \| Carella 56’ Novella 59’ (rig.) Brioschi 65’ \| Marcatori \| 55’ Marchionneschi ??’ Pavanello \| |             |                                  |        |                        |
| |             |                                  |        |                        |
| Carella 56’ Novella 59’ (rig.) Brioschi 65’                                                                    | Marcatori   | 55’ Marchionneschi ??’ Pavanello |        |                        |

| Foligno 9 marzo 1930 18ª giornata                             | Foligno   | 2 – 1 referto | Salernitana |  |
| \| \| \| \| \| Bramante 7’, 18’ \| Marcatori \| 53’ Sudati \| |           |               |             |  |
|                                                               |           |               |             |  |
| Bramante 7’, 18’                                              | Marcatori | 53’ Sudati    |             |  |

| Salerno 16 marzo 1930 19ª giornata                                                                              | Salernitana | 7 – 0 referto | FC Stabiese | Campo di Piazza d'Armi |
| \| \| \| \| \| Adinolfi 16’ Serena 20’, 55’, 85’ O. Manzo 26’ Terno 38’ De Nicola 87’ (aut.) \| Marcatori \| \| |             |               |             |                        |
| |             |               |             |                        |
| Adinolfi 16’ Serena 20’, 55’, 85’ O. Manzo 26’ Terno 38’ De Nicola 87’ (aut.)                                   | Marcatori   |               |             |                        |

| Siracusa 23 marzo 1930 20ª giornata                   | Tommaso Gargallo | 1 – 0 referto | Salernitana |  |
| \| \| \| \| \| Zavaroni 33’ (rig.) \| Marcatori \| \| |                  |               |             |  |
|                                                       |                  |               |             |  |
| Zavaroni 33’ (rig.)                                   | Marcatori        |               |             |  |

| Salerno 30 marzo 1930 21ª giornata                                                | Salernitana | 4 – 0 referto | Acquavivese | Campo di Piazza d'Armi |
| \| \| \| \| \| Novella 15’ (rig.) Adinolfi 49’, 84’ Serena 54’ \| Marcatori \| \| |             |               |             |                        |
|                                                                                   |             |               |             |                        |
| Novella 15’ (rig.) Adinolfi 49’, 84’ Serena 54’                                   | Marcatori   |               |             |                        |

| Lanciano 13 aprile 1930 22ª giornata                                 | Virtus Lanciano | 1 – 2 referto            | Salernitana |  |
| \| \| \| \| \| Righi 44’ \| Marcatori \| 62’ Cazzaniga 89’ Pilato \| |                 |                          |             |  |
|                                                                      |                 |                          |             |  |
| Righi 44’                                                            | Marcatori       | 62’ Cazzaniga 89’ Pilato |             |  |

| Palermo 30 aprile 1930 23ª giornata                             | Palermo   | 2 – 0 referto | Salernitana | Stadio Ranchibile |
| \| \| \| \| \| Del Cittadino 48’ Ruffino 74’ \| Marcatori \| \| |           |               |             |                   |
|                                                                 |           |               |             |                   |
| Del Cittadino 48’ Ruffino 74’                                   | Marcatori |               |             |                   |

| Salerno 27 aprile 1930 24ª giornata                                                      | Salernitana | 3 – 1 referto | Terni | Campo di Piazza d'Armi |
| \| \| \| \| \| Adinolfi 8’ Piccini 30’ (aut.) Carella 50’ \| Marcatori \| 60’ Bussich \| |             |               |       |                        |
|                                                                                          |             |               |       |                        |
| Adinolfi 8’ Piccini 30’ (aut.) Carella 50’                                               | Marcatori   | 60’ Bussich   |       |                        |

| Vomero 4 maggio 1930 25ª giornata                            | Vomero    | 0 – 2 referto              | Salernitana |  |
| \| \| \| \| \| \| Marcatori \| 61’ Cazzaniga 80’ Adinolfi \| |           |                            |             |  |
|                                                              |           |                            |             |  |
|                                                              | Marcatori | 61’ Cazzaniga 80’ Adinolfi |             |  |

| Salerno 29 maggio 1930 26ª giornata                      | Salernitana | 2 – 0 Recupero referto | Macerata | Campo di Piazza d'Armi |
| \| \| \| \| \| Adinolfi 40’ Terno 80’ \| Marcatori \| \| |             |                        |          |                        |
|                                                          |             |                        |          |                        |
| Adinolfi 40’ Terno 80’                                   | Marcatori   |                        |          |                        |

| Salerno 1º giugno 1930 27ª giornata                                                       | Salernitana | 4 – 1 referto | Taranto | Campo di Piazza d'Armi |
| \| \| \| \| \| Adinolfi 3’, 35’ Cazzaniga 60’ O. Manzo 75’ \| Marcatori \| 85’ Cornara \| |             |               |         |                        |
|                                                                                           |             |               |         |                        |
| Adinolfi 3’, 35’ Cazzaniga 60’ O. Manzo 75’                                               | Marcatori   | 85’ Cornara   |         |                        |

| Nocera Inferiore 8 giugno 1930 28ª giornata                               | Nocerina  | 2 – 1 referto | Salernitana |  |
| \| \| \| \| \| Di Matteo 37’ Accarino 67’ \| Marcatori \| 73’ Adinolfi \| |           |               |             |  |
|                                                                           |           |               |             |  |
| Di Matteo 37’ Accarino 67’                                                | Marcatori | 73’ Adinolfi  |             |  |

## Statistiche
Statistiche aggiornate all'8 giugno 1930.

### Statistiche di squadra
| Competizione    | Punti | In casa | In casa | In casa | In casa | In casa | In casa | In trasferta | In trasferta | In trasferta | In trasferta | In trasferta | In trasferta | Totale | Totale | Totale | Totale | Totale | Totale | DR |
| Competizione    | Punti | G       | V       | N       | P       | Gf      | Gs      | G            | V            | N            | P            | Gf           | Gs           | G      | V      | N      | P      | Gf     | Gs     | DR |
| --------------- | ----- | ------- | ------- | ------- | ------- | ------- | ------- | ------------ | ------------ | ------------ | ------------ | ------------ | ------------ | ------ | ------ | ------ | ------ | ------ | ------ | -- |
| Prima Divisione | 30    | 14      | 10      | 3       | 1       | 39      | 16      | 14           | 3            | 1            | 10           | 13           | 33           | 28     | 13     | 4      | 11     | 52     | 49     | +3 |

### Andamento in campionato
| Giornata  | 1 | 2 | 3 | 4 | 5 | 6 | 7 | 8 | 9 | 10 | 11 | 12 | 13 | 14 | 15 | 16 | 17 | 18 | 19 | 20 | 21 | 22 | 23 | 24 | 25 | 26 | 27 | 28 |
| --------- | - | - | - | - | - | - | - | - | - | -- | -- | -- | -- | -- | -- | -- | -- | -- | -- | -- | -- | -- | -- | -- | -- | -- | -- | -- |
| Luogo     | T | C | T | C | T | C | T | C | C | T  | T  | C  | T  | C  | C  | T  | C  | T  | C  | T  | C  | T  | T  | C  | T  | C  | C  | T  |
| Risultato | P | N | P | V | V | V | N | N | V | P  | P  | V  | P  | P  | N  | P  | V  | P  | V  | P  | V  | V  | P  | V  | V  | V  | V  | P  |

Legenda:

Luogo: C = Casa; T = Trasferta. Risultato: V = Vittoria; N = Pareggio; P = Sconfitta.

### Statistiche dei giocatori
Fonte
| Giocatore     | Prima Divisione | Prima Divisione | Prima Divisione | Prima Divisione |
| Giocatore     | Presenze        | Reti            | Ammonizioni     | Espulsioni      |
| ------------- | --------------- | --------------- | --------------- | --------------- |
| M. Adinolfi   | 19              | 14              | ?               | ?               |
| G. Allocca    | 0               | 0               | 0               | 0               |
| A. Amendola   | 0               | -0              | 0               | 0               |
| M. Apicella   | 14              | 0               | ?               | ?               |
| U. Augusta    | 1               | 0               | ?               | ?               |
| G. Barone     | 0               | 0               | 0               | 0               |
| A. Bertagni   | 6               | 1               | ?               | ?               |
| S. Brioschi   | 13              | 1               | ?               | ?               |
| L. Cardea     | 0               | 0               | 0               | 0               |
| A. Carella    | 6               | 2               | ?               | ?               |
| G. Cazzaniga  | 11              | 9               | ?               | ?               |
| G. Crespi     | 2               | 0               | ?               | ?               |
| L. Codari     | 0               | 0               | 0               | 0               |
| V. Florio     | 7               | 4               | ?               | ?               |
| R. Gabardi    | 7               | -19             | ?               | ?               |
| N. Giacchetti | 8               | 0               | ?               | ?               |
| Gennari       | 7               | 0               | ?               | ?               |
| F. Lipizer    | 8               | -12             | ?               | ?               |
| Locarno       | 0               | 0               | 0               | 0               |
| E. Lucotti    | 2               | 0               | ?               | ?               |
| U. Maccagni   | 0               | 0               | 0               | 0               |
| I. Mandelli   | 0               | 0               | 0               | 0               |
| M. Manzo      | 1               | 0               | ?               | ?               |
| O. Manzo      | 4               | 2               | ?               | ?               |
| P. Marino     | 0               | 0               | 0               | 0               |
| Menditti      | 1               | -0              | ?               | ?               |
| M. Novella    | 16              | 3               | ?               | ?               |
| B. Pastorino  | 0               | -0              | 0               | 0               |
| G. Pilato     | 2               | 1               | ?               | ?               |
| Serena        | 10              | 4               | ?               | ?               |
| A. Sudati     | 13              | 2               | ?               | ?               |
| A. Terno      | 11              | 5               | ?               | ?               |
| R. Vandelli   | 8               | 0               | ?               | ?               |